# Щукин, Артём Сергеевич
Артём Сергеевич Щукин (род. 30 июня 1984 года, г. Саратов) — артист, иллюзионист, многократный участник российских и международных конкурсов, конгрессов, фестивалей.

## Биография

### Семья и начало жизни
Артём родился в семье потомственных иллюзионистов Сергея и Маргариты Щукиных. Его родители основали в 1987 году первый в России профессиональный театр иллюзий «Самокат». Артём очень рано стал участвовать в творческой деятельности театра, так как Сергей и Маргарита много гастролировали и маленького Артёма брали с собой. Так уже в 10-летнем возрасте Артём Щукин вместе с театром магии и фокусов «Самокат» отправился со спектаклями по направлению Министерства обороны в контингент миротворческих сил РФ в Приднестровье, где велись военные действия. Это стало значимым опытом в его жизни, и подтвердило важность искусства в его глазах.

### Карьера и образование
Щукин окончил Поволжскую академию государственной службы им. П. А. Столыпина по специальности связь с общественностью, но по специальности никогда не работал. С 10-летнего возраста участвует в спектаклях театра магии и фокусов «Самокат», а с 2000 года — работает в нём официально.
Студент ВГИКА, мастерская Народного артиста В. Н. Шиловского.

### Личная жизнь
Артём увлекается горными лыжами и плаванием. Он любит птиц: в театре у него 10 дрессированных голубей, а дома живёт начинающий артист корелла Ричард.
В Саратове Артём Щукин знаменит. Не первый раз местная пресса выставляет его в списке участников конкурса: «Лучшие земляки»..

## Актёр
- 2015 — 23:55 Хорошее начало — играет самого себя/текст от автора

## Иллюзии
Артём Щукин работает в жанре сценической магии.

## Награды
- 2003 г. — Лауреат Всероссийского конкурса «Студенческая весна» в номинации «Оригинальный жанр — иллюзионное искусство» г. Ульяновск.
- 2004 г. — Лауреат Всероссийского конкурса «Студенческая весна» в номинации «Оригинальный жанр — иллюзия» г. Кемерово.
- 2005 г. — Лауреат Всероссийского конкурса «Студенческая весна» в номинации «Оригинальный жанр — иллюзионное искусство» г. Пермь.
- 2006 г. — Лауреат Всероссийского конкурса «Студенческая весна» в номинации «Оригинальный жанр — иллюзионное искусство» г. Волгоград.
- 2006 г. — Награждён Благодарностью Губернатора Саратовской области за активное участие в реализации молодежной политики на территории Саратовской области.
- 2006 г. — Лауреат Всероссийского конкурса артистов эстрады, оригинальный жанр (вторая премия) г. Саратов[3][4].
- 2006 г. — Лауреат Всероссийского фестиваля-конкурса им. Б. Брунова г. Москва, оригинальный жанр (первая премия)[5].
- 2006 г. — Грант Президента РФ.
- 2007 г. — Лауреат 29 Международного конгресса иллюзионистов/XXIX Kongres Iluzjonistów Łódź 2007 в г. Лодзь, Польша (первая премия)[6]
- 2007 г. — Награждён именной творческой стипендией Губернатора Саратовской области.
- 2007 г. — Финалист телевизионного шоу «Минута Славы»[7]
- 2008 г. — Участник проекта «Звезды Современной магии»/«Magic Stars» г. Москва[8]
- 2009 г. — Участник Всемирного конгресса иллюзионистов в Китае (FISM-2009)[9].
- 2009 г. — Участник гала-концерта, посвященного открытию нового сезона телевизионного шоу «Минута Славы», вместе с Ксенией Собчак[10].
- 2014 г. — Почетный гость на чемпионате мира по шахматам в г. Сочи
- 2016 г.  —  Участник "Ночь Иллюзий в МЕТРО"[11]
- 2017 г.  —  Выступил как режиссёр постановщик иллюзионных эффектов в постановке спектакля "Мастер и Маргарита", в студии театрального искусства под руководством С.В. Женовача. https://sti.ru/master-i-margarita/
- 2018 г.  —  Финалист тв шоу "DasSuperTalent" в Германии. https://www.starsontv.com/das-supertalent-2018-die-kandidaten-in-show-1-heute-abend-bei-rtl/das-supertalent-1276/
- 2019 г.  — Участник "ДОЗОР. TRUE MAGIC SHOW" в Crocus City Hall
- 2020 г.  —  Победитель (первая премия) [12] международного конгресса иллюзионистов "Alexander magic convention" в Южной Корее.[13]
- 2021 г.  —  Победитель (первая премия) [14] международного конгресса иллюзионистов IV FISM European Magic Championship (Манреса) [15] в категории Манипуляция
- 2021 г.  —  Победитель (первая премия)[16] 54 го чемпионата Франции по магии (г. Труа) в категории "Манипуляция" и награда специальный приз "Лучшему международному артисту" [17]
- 2021 г.   —  Победитель и приз от зрительского жюри GRAND PRIX DREAM FACTORY 2021 (Швейцария) [18]
- 2022 г.  — Артистический директор "Фестиваля Магии" в Орехово-Зуево [19][20]
- 2022 г. — приз зрительских симпатий, первое место в категории сценической магии и золотая медаль Международного братства магов[англ.]
- 2022 г. — победитель чемпионата мира по фокусам Международной федерации магических сообществ[фр.] (Квебек) в категории "манипуляция"[21]